# A su gusto
A su gusto es el vigesinmocuarto trabajo del Binomio de Oro de América grabado por la compañía Codiscos que se publicó el 17 de octubre de 1996, el cual tuvo temas tales como: Volvió el dolor la segunda composición e interpretación de Jean Carlos Centeno, Las mujeres de mi tierra de la autoría de El Morre Romero, Ya es la hora de Fabián Corrales, Esa chica y Monterrey ambos de Israel Romero, y Te heché de menos de Reinaldo Mora entre otros incluidos en el trabajo discográfico.

## El ingreso de Jorge Celedón y el canto de Israel Romero
Ya para ese momento entra a la agrupación Jorge Celedón como segunda voz y graba también temas como lo son Me voy de ti de Carlos Arturo Brito, Baila feliz de Rosendo Romero y Cómo te olvido a duo con Jean Carlos Centeno, Israel Romero quien toca el acordeón comienza en el canto al igual que en la producción anterior Lo nuestro con el tema Amor de poesia, Israel graba Bañarte en mis sueños compuesto por Carlos Arturo Brito el mismo compositor del tema Me voy de ti.

## Canciones
1. Volvió el dolor (Jean Carlos Centeno) Acordeón: Israel Romero Canta: Jean Carlos Centeno 4:35
2. Las mujeres de mi tierra (Morre Romero) Acordeón: José Fernando Romero Canta: Jean Carlos Centeno 4:46
3. Cómo te olvido (Luis Egurrola) Acordeón: Israel Romero Cantan: Jean Carlos Centeno y Jorge Celedón 4:49
4. Me voy de ti (Carlos Arturo Brito) Acordeón: José Fernando Romero Canta: Jorge Celedón 4:43
5. Baila feliz (Rosendo Romero) Acordeón: Israel Romero y José Fernando Romero Canta: Jorge Celedón 4:15
6. Esa chica (Israel Romero) Acordeón: Israel Romero Canta: Jean Carlos Centeno 4:54
7. Bañarte en mis sueños (Carlos Arturo Brito) Acordeón: José Fernando Romero Canta: Israel Romero 4:26
8. Que cosas tiene el amor (Julián Rojas) Acordeón: Israel Romero Canta: Jean Carlos Centeno 4:40
9. Ya es la hora (Fabián Corrales) Acordeón Israel Romero Canta: Jean Carlos Centeno 4:41
10. Calma esta inquietud (Hernán Urbina) Acordeón: Israel Romero Canta: Jean Carlos Centeno 4:25
11. Te eché de menos (Reinaldo Mora) Acordeón: Israel Romero Canta: Jean Carlos Centeno 4:28
12. Monterrey (Israel Romero) Acordeón: Israel Romero Canta: Jean Carlos Centeno 4:32

## Detalles
El tema Monterrey incluida en la producción se grabó en Venezuela y sobre todo la mayoría de todos los sencillos fueron ya grabados en los dos países y ha sido en ese entonces sonado en las emisoras colombianas y venezolanas
- Datos: Q85864540